# Guelendjik
Guelendjik (en russe : Геленджик) est une ville du kraï de Krasnodar, en Russie. Sa population s'élevait à 75 504 habitants en 2021.

## Géographie
Guelendjik est située au bord de la baie de Guelendjik, sur le littoral de la mer Noire, entre Novorossiisk et Touapsé, à 89 km — 178 km par la route — à l'ouest de Krasnodar.

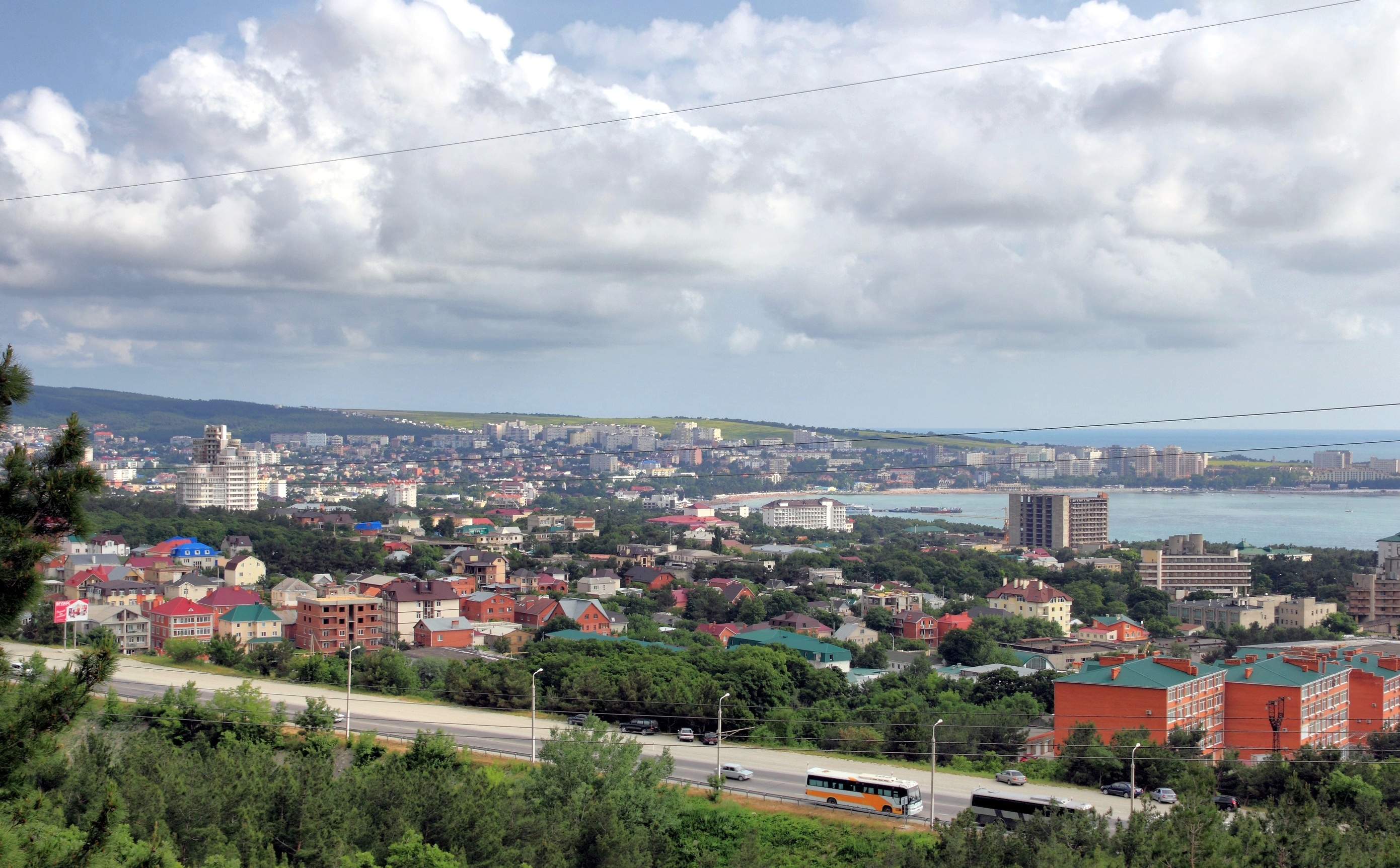
Vue de la ville.

## Histoire
Dans l'Antiquité, la baie de Guelendjik fut le site d'un avant-poste grec, mentionné sous le nom de Torikos dans le Périple de Pseudo-Scylax. Il est inconnu dans les sources hellénistiques, mais réapparaît dans les sources romaines sous le nom de Pagrae, en 64 av. J.-C. La colonie fut anéantie par les envahisseurs huns. Au Moyen Âge, le site était important pour les marchands génois, qui appelaient le village côtier Maurolaca.
Avant que la Russie ne s'assure le contrôle du littoral par le traité d'Andrinople (1829), la traite des esclaves était pratiquée entre les habitants des montagnes et l'Empire ottoman. Comme les beautés circassiennes étaient généralement échangées contre de l'or et d'autres marchandises, avant d'être emmenées dans les sérails turcs, le marché était connu sous le nom de Gelincik (littéralement petite mariée). En 1831, l'un des premiers forts du littoral de la mer Noire fut construit à Guelendjik, mais au déclenchement de la guerre de Crimée, il fut détruit et abandonné. Les Cosaques le rétablirent en 1864, à la fin du conflit russo-circassien. Il fut appelé stanitsa Guelendjiksaïa, puis Guelendjik en 1915 en accédant au statut de ville. En 1894, il existait une Compagnie franco-russe de Ciment Portland de Guelendjik dont un des administrateurs était Léon Isidore Molinos (1828-1914)
Durant la période soviétique, Guelendjik a d'abord été une station balnéaire et un lieu de villégiature. Elle possède des plages de sable, trois parcs, deux télésièges et deux églises orthodoxes (datant de 1909 et 1913). Les environs de Guelendjik sont réputés pour une série de chutes d'eau, des dolmens, deux très anciens bois de pins et de genévriers, et le Sail Rock, situé à 17 km du centre-ville.
Dans le village côtier d'Arkhipo-Ossipovka, sur le territoire de Guelendjik, se trouve le terminal du gazoduc Blue Stream, qui relie la Russie à la Turquie sur le fond de la mer Noire. La résidence du cap Idokopas y est construite depuis le début des années 2010.
En juillet 2012, Guelendjik a été touché par les inondations qui ont dévasté la région, à la suite de pluies diluviennes.

## Transports
Un aéroport y existe depuis 2010.

## Galerie

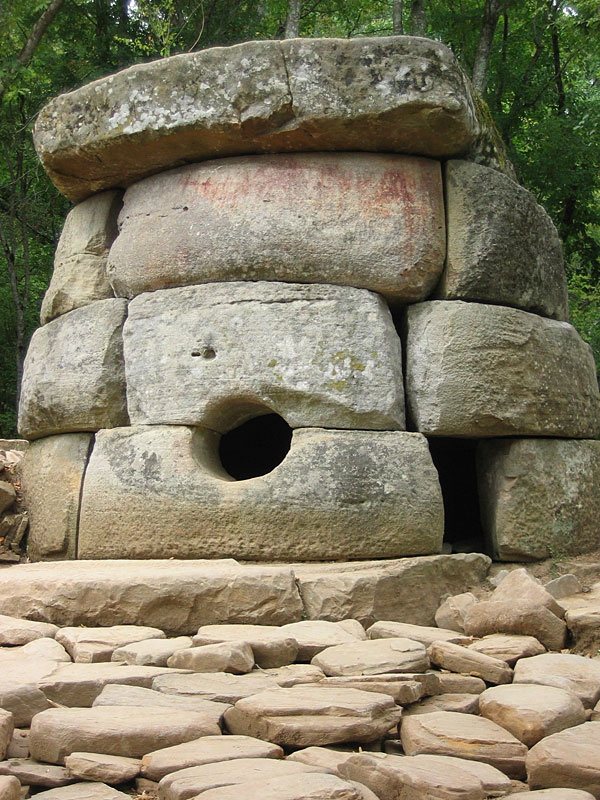
Dolmen dans les environs de Guelendjik.
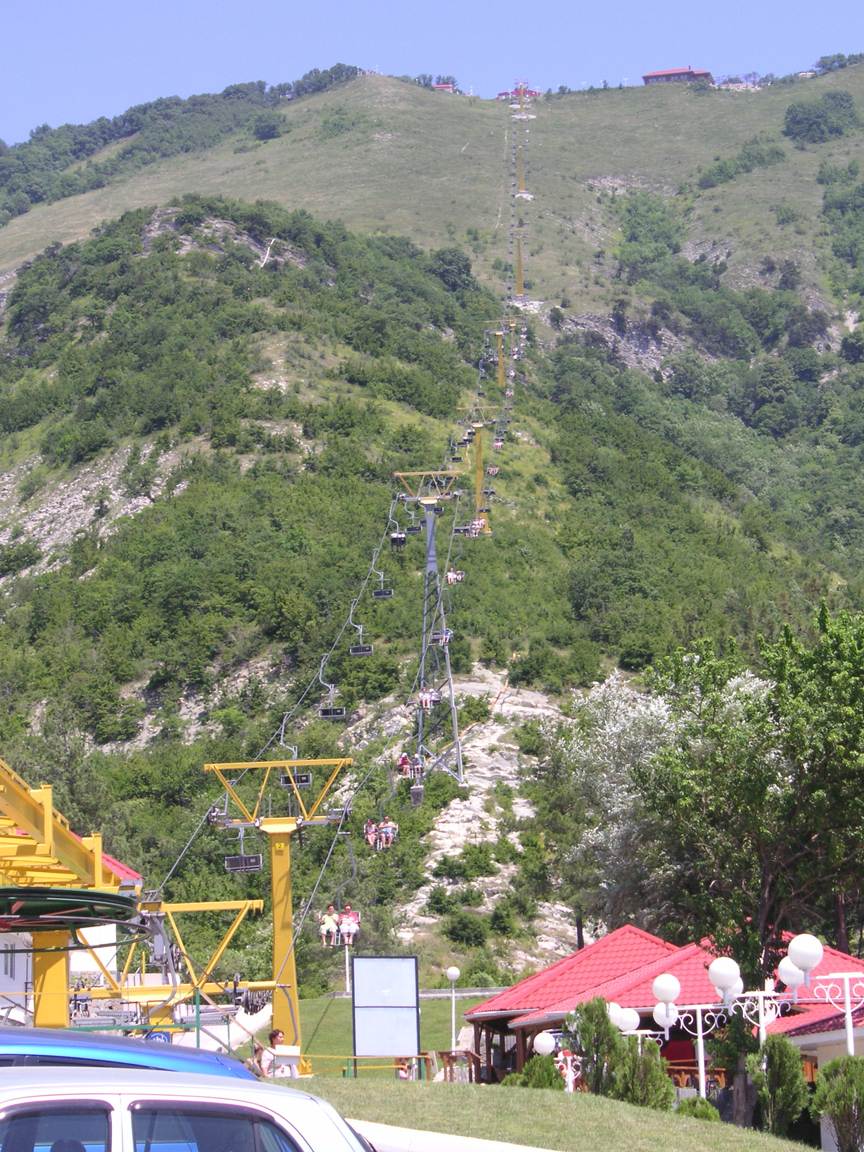
Télésiège à Guelendjik.

## Population
Recensements ou estimations de la population
| 1897* | 1926* | 1959*  | 1970*  | 1979*  | 1989*  |
| ----- | ----- | ------ | ------ | ------ | ------ |
| 1 800 | 4 483 | 14 131 | 29 086 | 36 533 | 47 711 |

| 2002*  | 2010*  | 2012   | 2013   | 2014   | 2015   |
| ------ | ------ | ------ | ------ | ------ | ------ |
| 50 012 | 54 980 | 58 058 | 61 391 | 65 059 | 69 341 |

| 2016   | 2017   | 2018   | 2019   | 2020   | 2021   |
| ------ | ------ | ------ | ------ | ------ | ------ |
| 72 030 | 74 887 | 76 830 | 77 212 | 76 783 | 75 504 |

## Jumelages
- Angoulême (France) depuis 1977
- Cramlington (Royaume-Uni)
- Hildesheim (Allemagne) depuis 1992